# PmWiki
PmWiki — свободный простой вики-движок, реализованный Patrick R. Michaud на PHP.

## Цели
PmWiki позиционируется в качестве простого движка для создания профессиональных веб-сайтов, поддерживаемых как одним администратором контента, так и с совместным многопользовательским редактированием и разделением полномочий авторов. Дизайн PmWiki разработан с учётом легкой установки и настройки продукта; пользовательский интерфейс простой в использовании и понятен для пользователей с небольшим опытом работы в вики-концепции. Программное обеспечение допускает расширяемость, настройку и локализацию без изменения кода ядра движка.
Помимо стандартных функций совместной работы, таких как управление контентом и база знаний, PmWiki используется компаниями или группами в качестве внутренней коммуникационной платформы с управлением задачами и архивами собраний. Он также используется университетом и исследовательскими группами.
Вики-разметка PmWiki имеет сходство с MediaWiki (используется в Википедии) и имеет большое количество функций, которых нет в других вики-движках, однако её основная цель — помочь в совместном обслуживании веб-сайтов. Механизм разметки обладает широкими возможностями настройки, позволяя добавлять, изменять или отключать правила разметки, а также может поддерживать другие языки разметки, например Creole.

## Особенности

### Хранение контента
PmWiki использует обычные файлы для хранения контента. Каждая вики-страница находится в своём собственном файле на веб-сервере. Страницы хранятся в формате ASCII и могут редактироваться напрямую администратором вики. По мнению автора, «для стандартных операций (просмотр, редактирование, редакции страниц), хранение информации в простых файлах значительно быстрее, чем доступ к ней в базе данных…»
PmWiki предназначен для хранения и извлечения текста и метаданных страниц в различных системах и форматах[что?]. По умолчанию он не поддерживает базы данных, однако эту возможность можно добавить с помощью сторонних расширений.
PmWiki поддерживает «вложения» (загружает изображения или другие файлы) на своих вики-страницах. Загрузки могут быть прикреплены к группе страниц (по умолчанию), индивидуально к каждой странице или ко всей вики, в зависимости от потребностей и структуры контента. Существуют рецепты PmWiki, позволяющие упростить управление загруженными файлами, например, удаление или создание миниатюры/галереи.

### Структура вики
В PmWiki вики-страницы содержатся в «вики-группах» (или «пространствах имен»). Каждая вики-группа может иметь свои собственные параметры конфигурации, плагины, контроль доступа, скин, боковую панель (меню), язык контента и интерфейса.
По умолчанию PmWiki допускает ровно один иерархический уровень страниц («WikiGroup/WikiPage»), но с помощью рецептов можно иметь плоскую структуру (без вики-групп), несколько вложенных групп или вложенных страниц.
Специальными группами вики являются «PmWiki», Site, SiteAdmin и Category, которые содержат документацию и некоторые шаблоны конфигурации.

### Шаблоны (скины)
PmWiki предлагает шаблонную схему, которая позволяет изменять внешний вид вики или веб-сайта с высокой степенью гибкости как по функциональности, так и по внешнему виду.

### Контроль доступа
PmWiki позволяет пользователям и администраторам устанавливать защиту паролем для отдельных страниц, групп страниц или всего сайта. Для совместной работы определённых групп могут быть созданы необходимые зоны доступа, например, во внутренней сети компании.
Защита паролем может применяться для чтения, редактирования, загрузки и изменения паролей для зоны ограниченного доступа. При установке «из коробки» используются «общие пароли», а не имена для входа в систему, но встроенная опция может включить сложную систему управления доступом на основе пользователей/групп на страницах, группах страниц или всей вики.
PmWiki может использовать пароли из файлов конфигурации, специальных вики-страниц, файлов .htpasswd/.htgroup. Существуют также возможности авторизации на основе пользователя и аутентификации через различные внешние источники (например, LDAP, базы данных форума и т. д.).

### Настройка
PmWiki следует философии дизайна с основными целями простоты установки, удобства обслуживания и исключения ненужных функций из основного дистрибутива программного обеспечения. Дизайн PmWiki поощряет настройку благодаря широкому выбору пользовательских расширений, известных как «рецепты», которые можно найти в кулинарной книге PmWiki. Создавать и поддерживать расширения и пользовательские установки легко благодаря ряду хорошо документированных хуков в вики-движке.

## Системные требования
Необходимые условия для запуска вики-движка PmWiki:
- PHP 4.3 или более поздняя версия
- Любой веб-сервер (или план хостинга), который может запускать скрипты PHP (например, Apache HTTP Server, Microsoft IIS, Lighttpd, Hiawatha, Cherokee).
- Права на запись для учётной записи пользователя веб-сервера в дереве PmWiki (требуется только для автономного редактирования)
- Нет ограничений на расширение типа файлов на веб-сервере (иногда такая проблема возникает с бесплатными хостинг-провайдерами)
- Существует «рецепт», позволяющий запускать PmWiki «автономно», без использования веб-сервера, например, с USB-флеш-накопителя.[14]

## Автор
PmWiki был написан профессором университета и разработчиком Perl 6 Патриком Мишо, который владеет торговой маркой «PmWiki». Ряд других разработчиков и пользователей пишут, поддерживают и обсуждают «рецепты» (специальные конфигурации, скины или плагины) в поваренной книге PmWiki.

## Книги и статьи про PmWiki
PmWiki упоминается в следующих книгах и статьях:
- Todd Stauffer, How to Do Everything With Your Web 2.0 Blog, ISBN 978-0-07-149218-8
- White, Pauxtis, Web 2.0 for Business: Learning the New Tools, ISBN 978-0-470-43618-9
- Nancy Courtney, More Technology for the Rest of Us: A Second Primer on Computing for the Non-IT Librarian, ISBN 978-1-59158-939-6
- Holtz, Demopoulos, Blogging for Business: Everything You Need to Know And Why You Should Care, ISBN 978-1-4195-3645-8
- Ebersbach, Glaser, Heigl, Wiki: Kooperation Im Web, ISBN 978-3-540-35110-8
- Lange, Christoph (ed.): Wikis und Blogs — Planen, Einrichten, Verwalten, C&L 2006 (German) ISBN 978-3-936546-44-6

PmWiki был представлен во многих печатных и онлайн-журналах, включая
Inc Magazine, Linux Gazette,
PCMag,
LXer,
Framasoft,
Linuxfr.
На странице PmWiki References перечислены публикации о PmWiki на разных языках.